# Reggenza di Situbondo
La reggenza di Situbondo (in indonesiano: Kabupaten Situbondo) è una reggenza dell'Indonesia, situata nella provincia di Giava Orientale.